# Dezinfectant de mâini
Dezinfectantul de mâini (engleză Hand sanitizer) este un produs în formă lichidă sau de gel care este utilizat pentru procesul de dezinfectare al mâinilor. Formulările pe bază de alcool sunt preferate în unele sistemele medicale față de utilizarea săpunului și a apei. Totuși, este necesară spălarea cu apă și săpun în caz de posibilă contaminare sau după uzul toaletelor.
Formulările pe bază de alcool sunt eficiente împotriva multor specii de microorganisme, însă nu sunt active pe spori. Acestea se află pe lista medicamentelor esențiale ale Organizației Mondiale a Sănătății.

## Compoziție
Formulările pe bază de alcool conțin de obicei o combinație de alcool izopropilic, alcool etilic și n-propanol. Cele mai eficiente sunt cele cu un conținut de alcool de 60 până la 95%, iar majoritatea produselor conțin între 60% și 80%.  Unele formulări conțin alți compuși, precum glicerol, care are rolul de a preveni deshidratarea pielii. Cele care nu conțin deloc alcool pot conține alte dezinfectante, precum clorură de benzalconiu sau triclosan. Alți agenți care pot fi folosiți sunt: clorhexidină, derivați de amoniu cuaternar, peroxid de hidrogen (care are efect sporicid). Ca excipienți se pot utiliza: emolienți, apă distilată sau sterilă, coloranți și aromatizanți.